# Panotima angularis
Panotima angularis là một loài bướm đêm trong họ Crambidae.